# Tüchlein

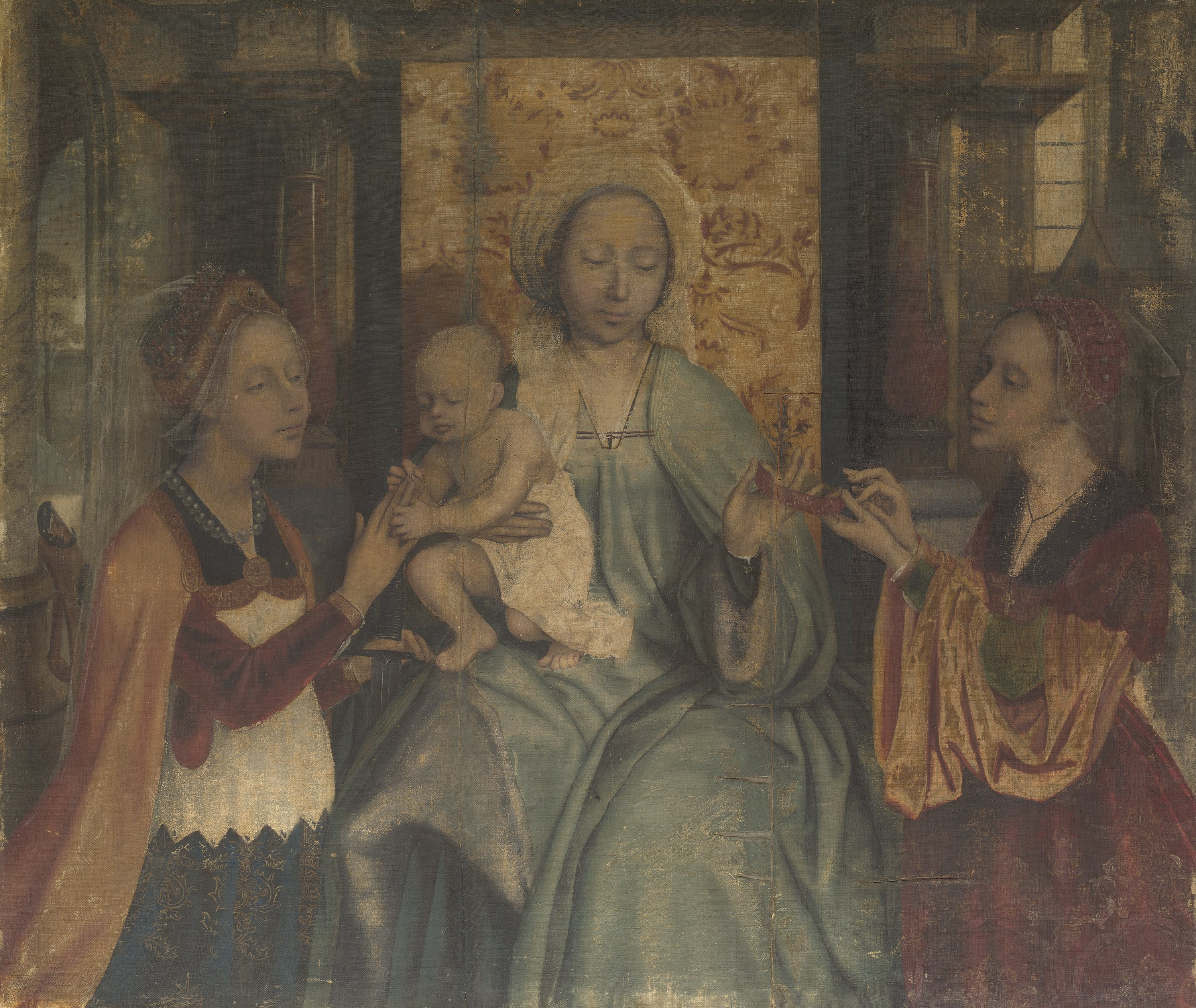
Quentin Matsys, Vergine e il Bambino con Santa Barbara e Santa Caterina, 1515-25. National Gallery, Londra. Sebbene molto roviata, l'opera rappresenta uno degli esempi di tüchlein meglio conservati. Il dipinto è coperto da una serie di strati di “sporco” difficili da togliere senza danneggiare il pigmento.

Il tüchlein (o tüchleinfarben, in tedesco: “pezzettino di stoffa”, dall'unione delle parole tedesche tüch, tessuto, e lein, lino) è una tecnica pittorica decorativa diffusa nelle Fiandre e nei paesi germanici nel Quattro Cinquecento. Le opere realizzate con questa tecnica prendono lo stesso nome. La tecnica è molto simile alla spagnola sarga, dove però si preferiva stendere uno strato di gesso per creare una superficie liscia su cui lavorare.
La particolarità di questa tecnica è che il pigmento, una tempera magra, viene legato al supporto, di solito una tela di lino senza imprimitura, con una colla animale per imitare i tessuti dei ricami e degli arazzi. Il legante veniva fabbricato facendo bollire pelle animale assieme ad altri tessuti. Il lino era solitamente grezzo, e a volte veniva trattato con colla o gesso per permettere la stesura di un disegno preparatorio ed impedire alla tela di assorbire i primi strati di colore. Il tüchlein può essere visto come una tecnica a metà strada tra la tempera e l'olio su tavola e tela, anche se i tüchlein coesistettero assieme all'olio su tavola finché non vennero soppiantati dall'olio su tela alla fine del Cinquecento.
Il vantaggio di usare la colla come legante era che la resa del colore era ruvida e opaca e fa emergere la trama della tela, dando all'opera un aspetto diverso rispetto alla trasparenza e traslucenza associate all'olio. Molti rossi e blu legati con la colla sarebbero apparsi con un'intensità difficile da raggiungere con l'olio. Sfortunatamente, nonostante tali dipinti siano stati prodotti in quantità, i pochi esempi sopravvissuti; quelli rimasti sono molto deteriorati, e il colore si è alterato a causa dell'esposizione alla luce. Inoltre la solubilità della colla animale fa sì che gli strati di sporco accumulati sul dipinto non possano essere rimossi senza danneggiare la tela o dissolvere il pigmento.
Nonostante permettesse la resa di dettagli molto fini, una sottile transizione tonale e dei colori molto vivi, per la fine del Cinquecento questa tecnica, dopo un periodo di coesistenza con la pittura ad olio su tavola, andò fuori moda con l'utilizzo dell'olio su tela. I dipinti ad olio divennero predominanti tra gli artisti fiamminghi soprattutto grazie alle innovazioni di Jan van Eyck e Rogier van der Weyden.
Tra i tüchlein più conosciuti e meglio conservati, anche se notevolmente danneggiati, figurano la Vergine e il Bambino con Santa Barbara e Santa Caterina di Quentin Matsys (1515-25) e la Deposizione di Dieric Bouts (anni 1450)